# Les Leston
Pas d'image ? Cliquez ici
Alfred Lazarus Fingleston, ou Les Leston, né le 16 décembre 1920 à Bulwell et mort le 13 mai 2012 à Eastbourne, est un pilote automobile britannique.

## Biographie
Alfred Lazarus Fingleston naît le 16 décembre 1920 à Bulwell et déménage au milieu des années 1920 à Londres et prend le nom de Leston. Musicien de jazz accompli, il voit sa carrière brisée, après un appel sous les drapeaux du Royaume-Uni, en pleine seconde Guerre mondiale. Après la guerre, Leston découvre le sport automobile et se rapproche des voitures de sport.
En 1952, il intègre le championnat de Grande-Bretagne de Formule 3 et se place aux avant-postes, avec quelques victoires, lui permettant de terminer deuxième derrière Don Parker. La même année, devant des pilotes comme Stirling Moss, Leston remporte le Grand Prix du Luxembourg, ne figurant toutefois pas au calendrier de la Formule 1. L'année suivante, il ne parvient pas à être sacré en Formule 3 britannique, malgré quelques victoires, à cause d'une voiture trop prudente. En 1954, avec une voiture radicalement différente et bien meilleure, au terme d'une saison très disputée, Leston est sacré champion de Formule 3 britannique, avec huit victoires.
En 1955, Leston revient aux courses de voitures de sports, comme l'année suivante en 1956. Cette année-là, Leston participe au Grand Prix d'Italie de Formule 1 : parti dix-neuvième, il abandonne à cause d'un problème de suspension de sa Connaught Type B. Il retente la Formule 1 en 1957, en échouant à se qualifier pour le Grand Prix de Monaco, puis pour le Grand Prix de Grande-Bretagne où il abandonne sur problème moteur, après s'être élancé de la douzième place. Sur une Aston Martin, Leston parvient à terminer sixième des 1 000 kilomètres du Nürburgring 1957, ce qui permet à la firme britannique d'accrocher un point de plus au championnat du monde des voitures de sport 1957. En 1958, à Caen, il est victime d'un grave accident, et décide d'arrêter la compétition automobile définitivement. Il sera toutefois revu au début des années 1960 pour des démonstrations sur des Lotus. En 1961, il termine de plus onzième des 24 Heures du Mans avec Rob Slotemaker, sur Triumph pour sa troisième apparition.
Retraité, Leston se reconvertit dans les affaires et déménage à Hong Kong au début des années 1970 et est le président pendant un certain temps du British Racing and Sports Car Club. Retiré définitivement du monde du sport automobile depuis de longues années, Les Leston meurt le 13 mai 2012 à 91 ans.

## Résultats en championnat du monde de Formule 1
| Saison | Écurie | Châssis                          | Moteur         | Pneus   | GP disputés     | Résultat | Points inscrits | Classement |
| ------ | ------ | -------------------------------- | -------------- | ------- | --------------- | -------- | --------------- | ---------- |
| 1956   | Privé  | Connaught Type B                 | Alta GP 2.5 L4 | Pirelli | Italie          | Abandon  | 0               | non classé |
| 1957   | Privé  | Owen Racing Organisation BRM P25 | BRM L4         | Pirelli | Grande-Bretagne | Abandon  | 0               | non classé |

## Résultats aux 24 heures du Mans
| Année | Écurie           | Châssis            | Coéquipiers        | Résultats  |
| ----- | ---------------- | ------------------ | ------------------ | ---------- |
| 1955  | Lance Macklin    | Austin Healey 100S | Lance Macklin      | Abandon    |
| 1957  | David Brown      | Aston Martin DBR1  | Roy Salvadori      | Abandon    |
| 1960  | Standard Triumph | Triumph TR4S       | Michael Rothschild | Non classé |
| 1961  | Standard Triumph | Triumph TR4S       | Rob Slotemaker     | 11e        |